# Hieraaetus pennatus

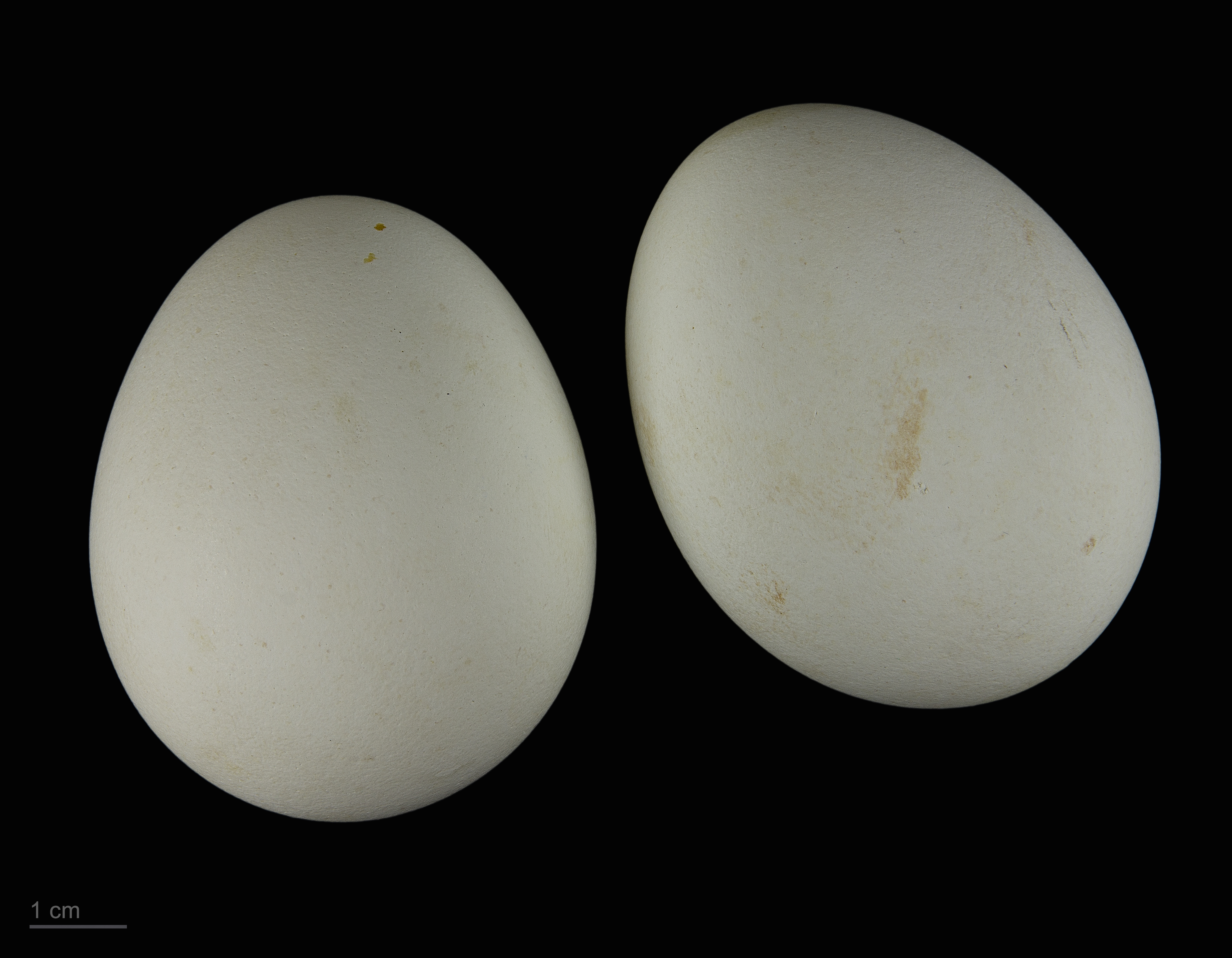
Hieraaetus pennatus

Hieraaetus pennatus là một loài chim trong họ Accipitridae.